# Organización territorial de Tuvalu

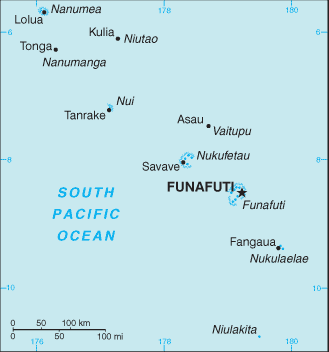
Islas de Tuvalu.

Tuvalu está formado por nueve islas, seis de los cuales son atolones. Las tres islas restantes son en realidad atolones, también, pero tienen un borde completamente cerrado de tierra seca, con una laguna que no tiene conexión con el mar abierto o que se está secando. Hay un total de más de 124 islas e islotes.
Las nueve islas corresponden a los ocho distritos de gobierno local (Niulakita está incluida en Niutao).
La isla más pequeña, Niulakita, estuvo deshabitada hasta que fue repoblada por personas de Niutao en 1949. El país puede ser dividido en nueve islas, o más bien atolones, a mitad del camino entre Hawái y Australia. Originalmente, solo ocho de estas islas estaban habitadas, de ahí el nombre Tuvalu que quiere decir "ocho islas" en idioma tuvaluano. Las nueve islas son:
| Atolones |            |           |      |       |       |    |
| 1        | Funafuti   | Vaiaku    | 240  | 2,40  | 4.492 | 9  |
| 2        | Nanumea    | Nanumea   | 387  | 3,87  | 664   | 2  |
| 3        | Nui        | Tanrake   | 283  | 2,83  | 548   | 4  |
| 4        | Nukufetau  | Savave    | 299  | 2,99  | 586   | 2  |
| 5        | Nukulaelae | Fangaua   | 182  | 1,82  | 393   | 2  |
| 6        | Vaitupu    | Asau      | 560  | 5,60  | 1.591 | 7  |
| Islas    |            |           |      |       |       |    |
| 7        | Nanumanga  | Tonga     | 300  | 3,00  | 589   | 2  |
| 8        | Niulakita  | Niulakita | 40   | 0,40  | 35    | 1  |
| 9        | Niutao     | Kulia     | 253  | 2,53  | 663   | 2  |
|          |            |           | 2544 | 25,44 | 9561  | 34 |

Distritos con gobierno local que constan de más de un islote:
- Funafuti (4492 habitantes 2002)
- Nanumea  (664 habitantes 2002)
- Nui (548 habitantes 2002)
- Nukufetau (586 habitantes 2002)
- Nukulaelae (393 habitantes 2002)
- Vaitupu  (1591 habitantes 2002)

Distritos con gobierno local que constan de solo una isla:
- Nanumanga (589 habitantes 2002)
- Niulakita (35 habitantes 2002, depende de Niutao)
- Niutao (663 habitantes 2002)

Aunque en Tuvalu no hay grandes ciudades, las más importantes son:
- Alapi
- Angafoulua
- Asau
- Fakai Fou
- Fangaua
- Fenua tapu
- Fongafale
- Funafuti - Capital
- Kulia
- Lolua
- Savave
- Senala
- Tanrake
- Tokelau
- Tonga
- Tuapa
- Tumaseu
- Vaiaku

- Datos: Q6052783